# Verdauungsschnaps

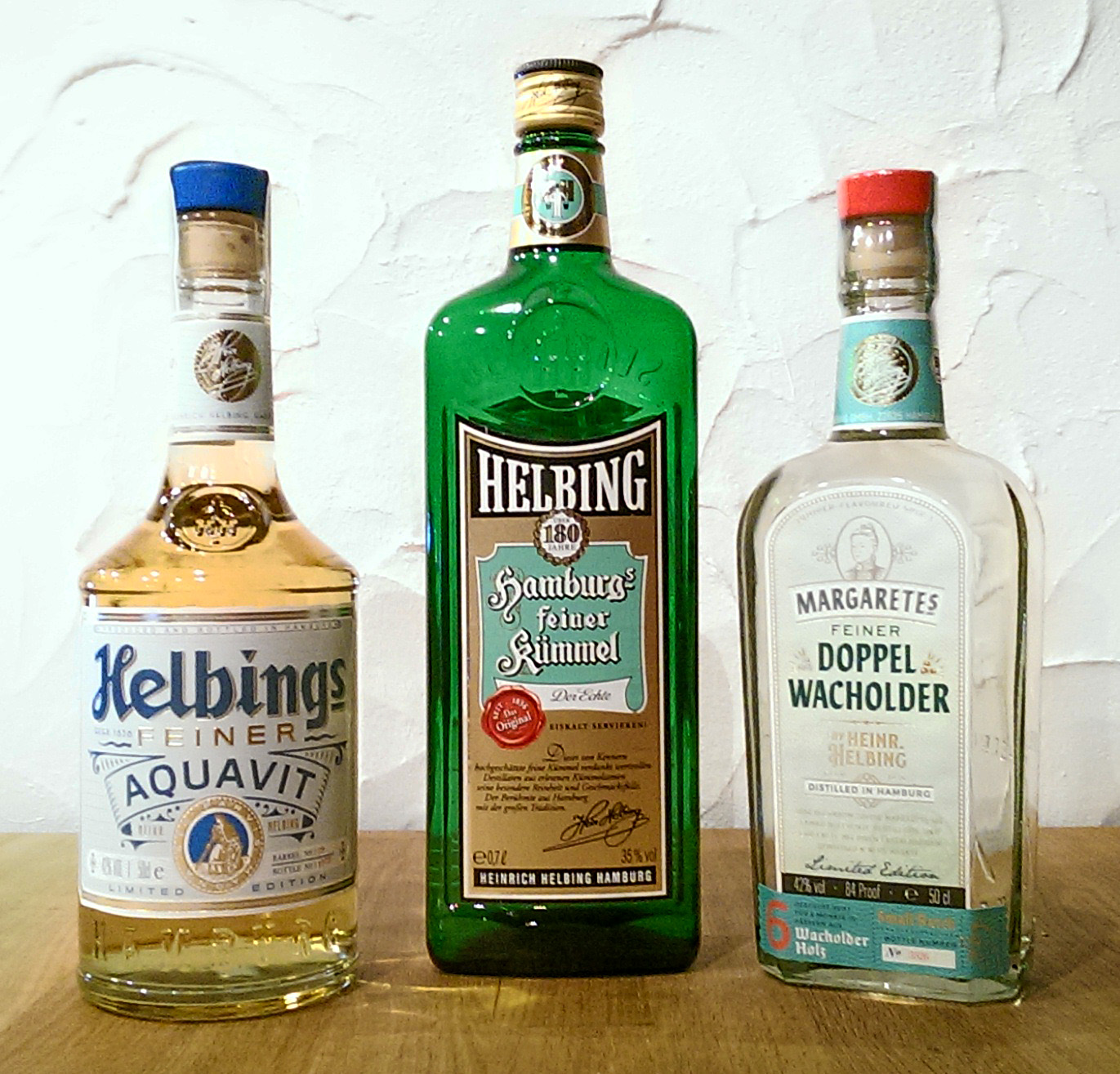
Verdauungsschnäpse: Aquavit, Kümmel und Wacholder

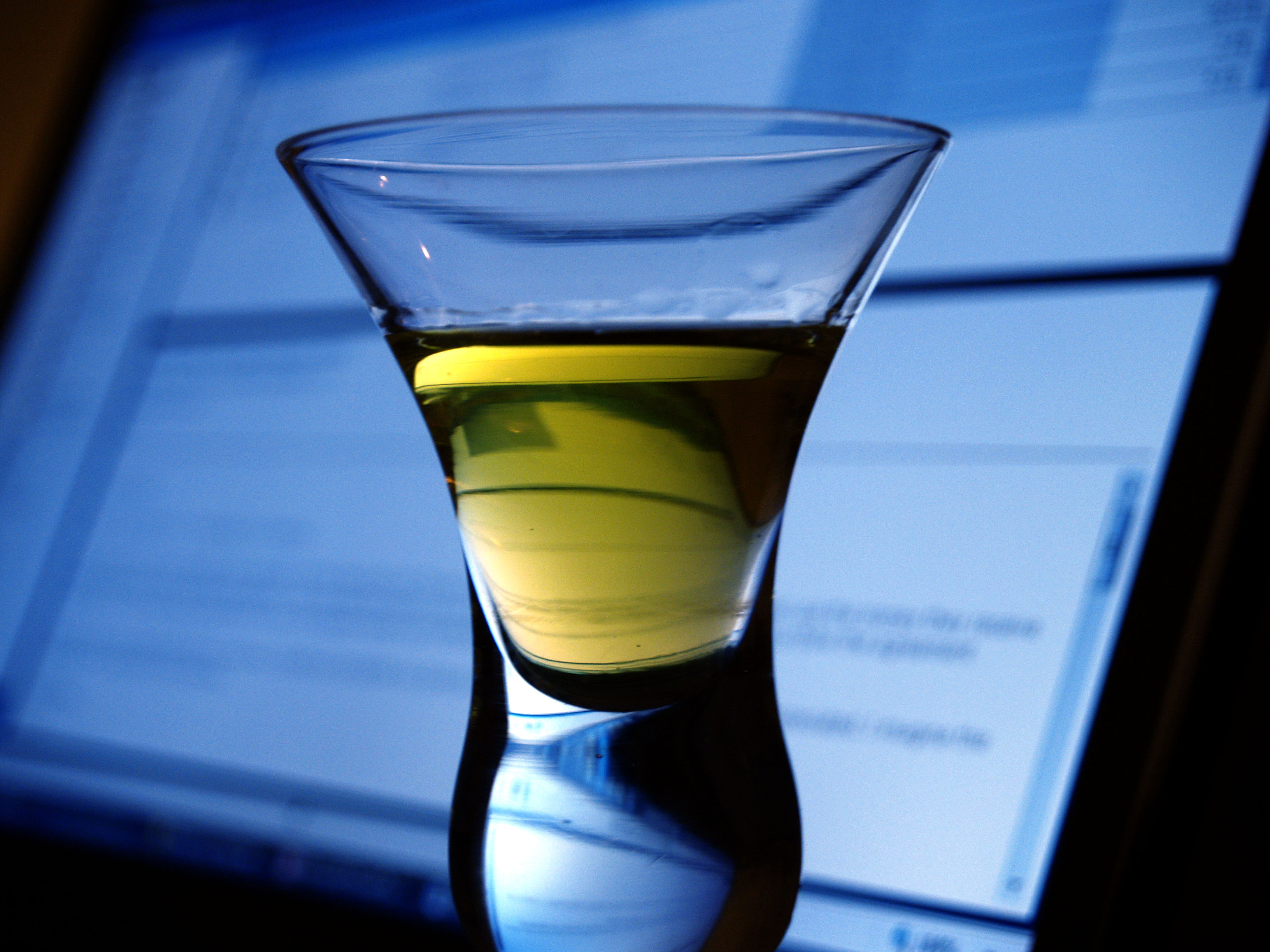
Apfelschnaps

Ein Verdauungsschnaps, auch Digestif (von lateinisch digestio ‚Verdauung‘; französisch digestif, -ve ‚die Verdauung betreffend‘, auch ‚verdauungsfördernd‘; in der Schweiz auch Verdauerli oder auf alemannisch Verrisserle; im norddeutschen Raum auch Zerhacker oder Absacker), ist ein  alkoholisches Getränk, das – im Gegensatz zum Aperitif – nach einer Mahlzeit getrunken wird.

## Beispiele
Als Verdauungsschnaps bezeichnete Spirituosen sind beispielsweise:
- Wein- und Tresterbrände: Cognac, Armagnac, Grappa
- Obstbrände: Abricotine, Calvados, Mirabellenbrand, Damassine
- Klare Spirituosen: Wodka, Aquavit, Korn, Enzian, Bärwurz
- Kräuterbitter: Meyer’s Bitter, Amaro (Ramazzotti, Lucano, Averna, Cynar, Fernet Branca), Unicum, Original Radeberger, Jägermeister, Underberg, Schierker Feuerstein, Becherovka, Aromatique, Blutwurz-Produkte
- Liköre: Chartreuse, Drambuie, Nocino, Limoncello, Sambuca

Ein Teil dieser Produkte enthalten zwar Kräuterextrakte oder Gewürze (z. B. Kümmel, Anis), denen eine verdauungsfördernde Wirkung nachgesagt wird – der im Schnaps enthaltene Alkohol wirkt jedoch eher verdauungshemmend und eine verdauungsfördernde Wirkung für Kräuterschnaps ist wissenschaftlich nicht belegt.

## Pflaumenschnaps
Ein klassisches Beispiel für einen Digestif ist der Pflaumenschnaps (jap. Ume-shu ‚Schnaps der Ume‘ 梅), der dem Gast beim Überreichen der Rechnung in asiatischen Restaurants serviert wird. Dem Pflaumenschnaps wird wohltuende Wirkung zugeschrieben. Er wird heiß oder kalt getrunken.

## Anisschnaps
In griechischen Restaurants wird oftmals mit der Rechnung ein Gläschen Ouzo als Verdauungsschnaps angeboten. In einigen Gaststätten kommt der Anisschnaps allerdings als Aperitif gleich nach der Bestellung auf den Tisch. Der Hintergrund hierfür ist, dass Ouzo in Griechenland klassisch gar kein Digestif, sondern ein Aperitif ist, der stets mit öligen und salzigen Vorspeisen (wie Oliven, eingelegten Sardinen u. a.) serviert wird.

## Cocktails als Digestif

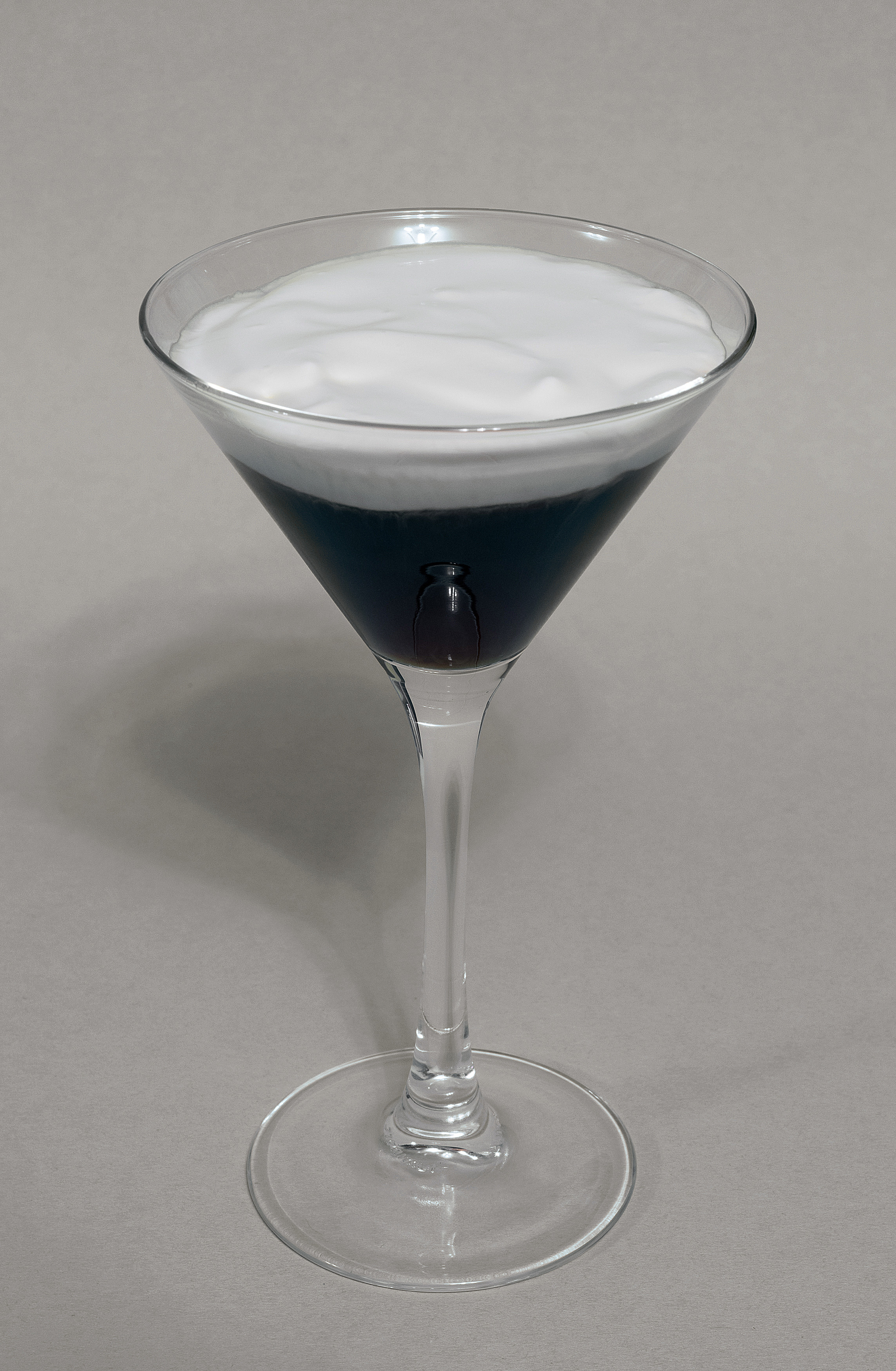
White Russian, ein After-Dinner-Cocktail

Auch einige Cocktails werden bevorzugt nach einer Mahlzeit gereicht. Diese werden entsprechend als After-Dinner-Cocktails und je nach Zutaten auch als Dessert-Cocktails bezeichnet, da sie oft anstelle oder ergänzend zu einem Dessert serviert werden. Es handelt sich in der Regel um Shortdrinks, die süße und/oder sättigende Zutaten, zum Beispiel Liköre, Sahne oder Eigelb enthalten, wohingegen die vor einer Mahlzeit eingenommenen Aperitif-Cocktails oftmals zwar stark alkoholisch, jedoch nicht süß, sondern eher herb bis bitter sind. Beispiele für typische After-Dinner-Cocktails sind der Rusty Nail, in dem Schottischer Whisky mit dem Whisky-Likör Drambuie kombiniert wird, und der White Russian aus Wodka, Kaffeelikör und Sahne.

## Medizinische Wirkung
Die in den Getränken enthaltenen Bitterstoffe regen spezielle Zellen in der Magenschleimhaut dazu an, Säure freizusetzen. Diese kann anschließend die Vorverdauung der Speisen vereinfachen. Mit dem Alkohol hat der Effekt nichts zu tun. Ein Espresso hat, was die Bitterstoffe betrifft, im Prinzip dieselbe Wirkung.
Jede gefühlt positive Wirkung nach dem Trinken eines Verdauungsschnapses ist wohl ein reiner Placeboeffekt. Studien sprechen sogar dafür, dass der Alkohol im Schnaps die Verdauung ausbremsen kann. Alkohol entspannt demnach intensiv die Muskeln der Magenwände und hemmt dadurch die Pumpbewegungen, die den Mageninhalt vorwärts bewegen.